# Coupéville
Coupéville és un municipi francès, situat al departament del Marne i a la regió del Gran Est. L'any 2007 tenia 148 habitants.

## Demografia

### Població
El 2007 la població de fet de Coupéville era de 148 persones. Hi havia 60 famílies, de les quals 16 eren unipersonals (8 homes vivint sols i 8 dones vivint soles), 16 parelles sense fills, 24 parelles amb fills i 4 famílies monoparentals amb fills.
La població ha evolucionat segons el següent gràfic:
Habitants censats

### Habitatges
El 2007 hi havia 68 habitatges, 63 eren l'habitatge principal de la família, 4 eren segones residències i 1 estava desocupat. 63 eren cases i 5 eren apartaments. Dels 63 habitatges principals, 53 estaven ocupats pels seus propietaris, 9 estaven llogats i ocupats pels llogaters i 1 estava cedit a títol gratuït; 4 tenien dues cambres, 5 en tenien tres, 12 en tenien quatre i 42 en tenien cinc o més. 41 habitatges disposaven pel capbaix d'una plaça de pàrquing. A 29 habitatges hi havia un automòbil i a 30 n'hi havia dos o més.

### Piràmide de població
La piràmide de població per edats i sexe el 2009 era:
| Homes | Edats   | Dones |
| ----- | ------- | ----- |
| 0     | 95 o +  | 0     |
| 0     | 90 a 94 | 0     |
| 0     | 85 a 89 | 0     |
| 0     | 80 a 84 | 4     |
| 4     | 75 a 79 | 8     |
| 0     | 70 a 74 | 0     |
| 4     | 65 a 69 | 8     |
| 0     | 60 a 64 | 0     |
| 0     | 55 a 59 | 4     |
| 4     | 50 a 54 | 0     |
| 12    | 45 a 49 | 4     |
| 8     | 40 a 44 | 20    |
| 4     | 35 a 39 | 0     |
| 0     | 30 a 34 | 4     |
| 4     | 25 a 29 | 4     |
| 4     | 20 a 24 | 0     |
| 4     | 15 a 19 | 4     |
| 0     | 10 a 14 | 0     |
| 4     | 5 a 9   | 8     |
| 0     | 0 a 4   | 0     |

## Economia
El 2007 la població en edat de treballar era de 101 persones, 79 eren actives i 22 eren inactives. De les 79 persones actives 71 estaven ocupades (41 homes i 30 dones) i 8 estaven aturades (2 homes i 6 dones). De les 22 persones inactives 8 estaven jubilades, 6 estaven estudiant i 8 estaven classificades com a «altres inactius».

### Ingressos
El 2009 a Coupéville hi havia 68 unitats fiscals que integraven 173,5 persones, la mediana anual d'ingressos fiscals per persona era de 18.887 €.

### Activitats econòmiques
Dels 12 establiments que hi havia el 2007, 2 eren d'empreses extractives, 1 d'una empresa alimentària, 1 d'una empresa de construcció, 1 d'una empresa de comerç i reparació d'automòbils, 2 d'empreses de transport, 2 d'empreses financeres, 1 d'una entitat de l'administració pública i 2 d'empreses classificades com a «altres activitats de serveis».
L'únic servei als particulars que hi havia el 2009 era un paleta.
L'únic establiment comercial que hi havia el 2009 era una fleca.
L'any 2000 a Coupéville hi havia 11 explotacions agrícoles.

## Poblacions més properes
El següent diagrama mostra les poblacions més properes.